# Bildungs- und Erholungsstätte Langau

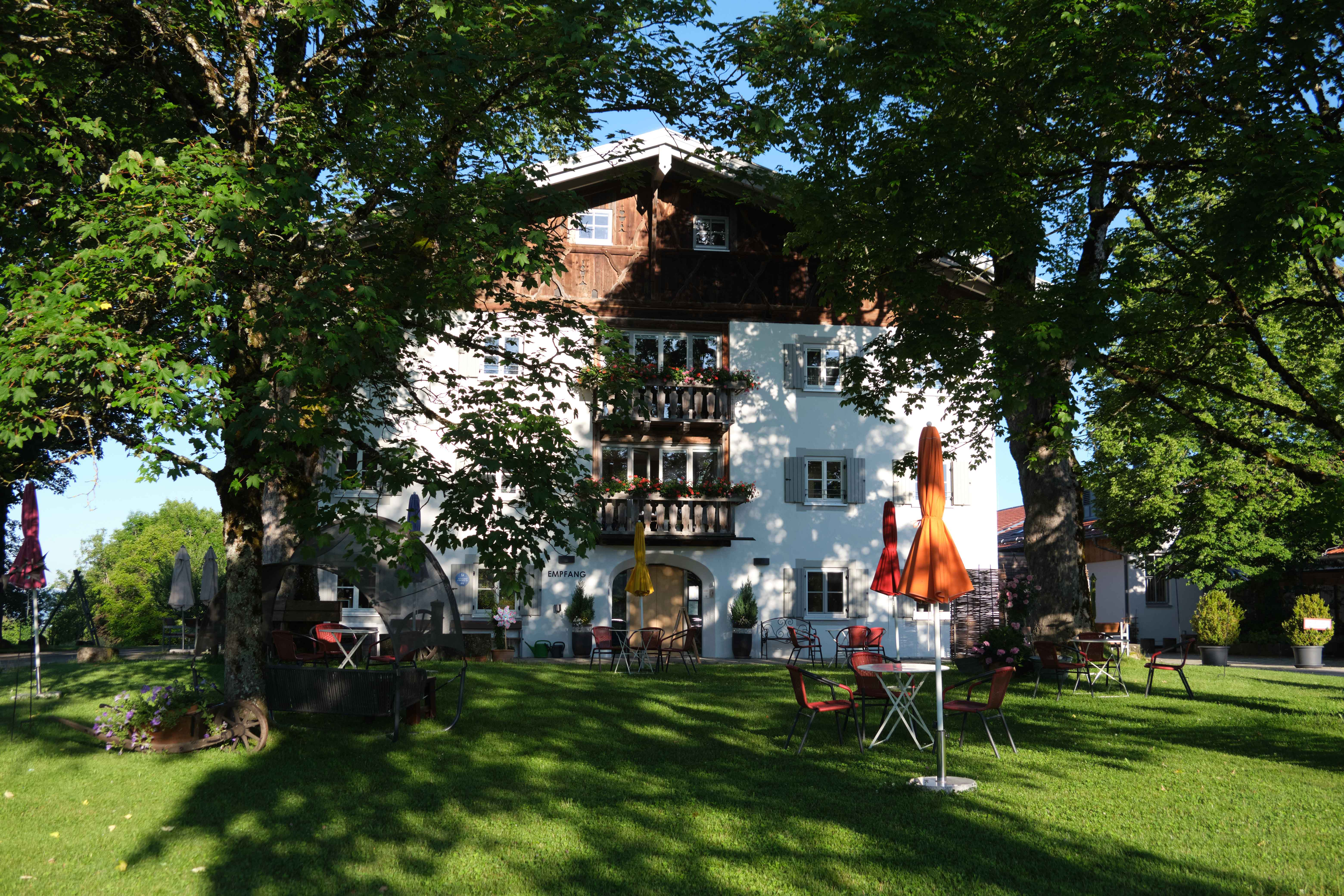
Die Langau an einem sonnigen Tag

Die Bildungs- und Erholungsstätte Langau e.V. wurde im Jahre 1965 vom  Bund Christlicher Pfadfinderinnen (BCP) gegründet und 1971 in die Rechtsform des eingetragenen Vereins überführt. Der Verein versteht sich als eine Lebensäußerung der Evangelisch-Lutherischen Kirche in Bayern und nimmt seine sozialen und diakonischen Aufgaben im Rahmen der kirchlichen Ordnungen wahr.
Die Bildungs- und Erholungsstätte Langau e.V. gehört dem Diakonischen Werk der Evangelisch-Lutherischen Kirche in Bayern an und ist somit dem Diakonischen Werk der Evangelischen Kirche in Deutschland angeschlossen. Die Bildungs- und Erholungsstätte Langau e.V. ist vom Finanzamt Garmisch-Partenkirchen als gemeinnützig anerkannt. Als barrierefreies Tagungs- und Gästehaus bietet die Langau Raum für Veranstaltungen, Freizeitprogramme sowie Tagungen und Seminaren.

## Geschichte

### Klosterschwaige
Im Jahr 1147 wurde von Markgraf Welf VI. das Prämonstratenserkloster in Steingaden gestiftet. Um die Mönche mit Lebensmitteln zu versorgen, wurden in der Nähe von Klöstern Schwaigen eingerichtet. Die den Prämonstratenser-Chorherren angegliederten Schwaigen befanden sich in Urspring, Lauterbach und Fronreiten. Die Klosterschwaige in der Langau wurde vermutlich kurz nach der Klostergründung installiert. Mit der Säkularisation 1803 wurde das Kloster Steingaden und damit auch die Klosterschwaige aufgelöst und der Besitz vom Bayerischen Staat eingezogen.

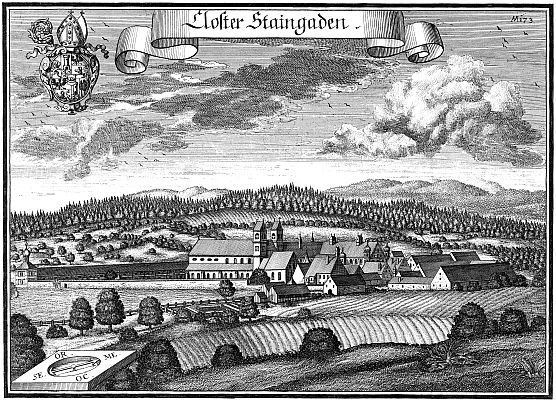
Kloster Steingaden. Kupferstich von Michael Wening (1718)

Im Urbar von 1594 und den Unterlagen zur Abtwahl von 1606 lässt sich ersehen, dass die Langau zu dieser Zeit ein alpenländischer Eindachbau war. Unter dem Dach befand sich ein lang gestrecktes, flach gedecktes, zweigeschossiges Wohn- und Wirtschaftsgebäude, in dem 15 junge Rinder, zwei Ochsen und zwei junge Pferde untergebracht waren.
1870 wurde das Gebäude mit seinem dreischiffigen Tennengebäude in der noch heute erhaltenen Grundform neu errichtet.
In den folgenden Jahren wechselte das Anwesen mehrfach den Besitzer. 1817 geht das Anwesen an die königliche Militärfohlenverwaltung Steingaden, die das gesamte Grünland als Weidefläche für zukünftige Militärpferde nutzt.
Nachdem 1889 das Remontedepot des bayerischen Heeres aufgelöst und im Landesgestüt Schwaiganger neu aufgestellt worden war, ward der gesamte Besitz dem bayerischen Forstärar angegliedert, der dort einen forstamtseigenen Pflanzgarten betrieb.

### Bund Christlicher Pfadfinderinnen (BCP)

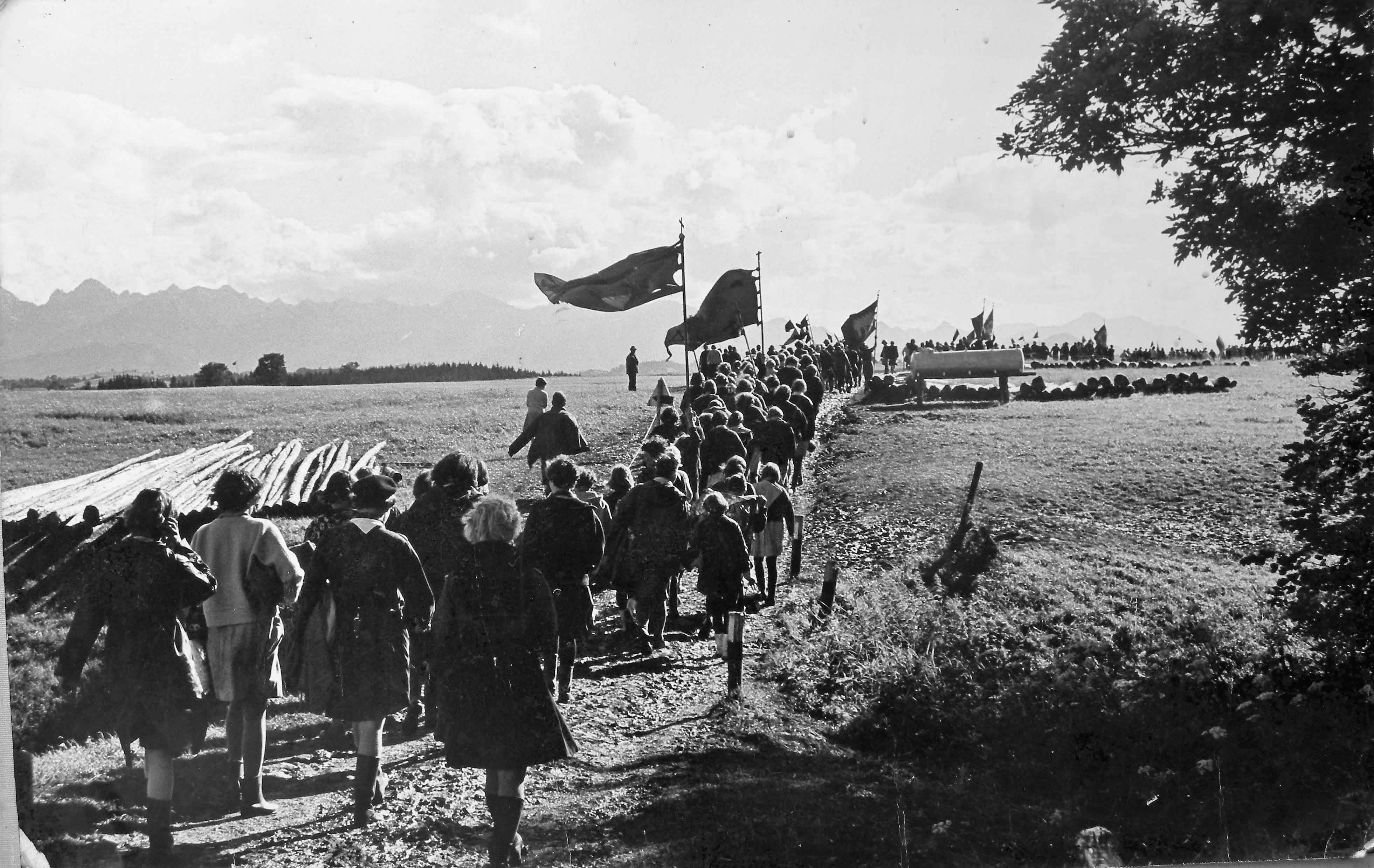
Bundeslager in der Langau, 1966

1965 erwarb der Bund Christlicher Pfadfinderinnen unter Federführung von Hedwig Döbereiner die Klosterschwaige Langau, um dort einen Zeltplatz im Süden Deutschlands einzurichten.
Vom 26. Juli bis zum 5. August fand auf den Wiesen rund um die Klosterschwaige ein Bundeslager statt, zu dem über 600 Pfadfinderinnen aus Deutschland, Dänemark, England, Finnland, Frankreich, Griechenland, Holland, Österreich, Schweden, der Schweiz und den Inseln des Nordatlantiks zusammenkommen. Das Treffen war das erste Bundeslager des BCP nach 1945 und das dritte Bundeslager überhaupt.
In dieser Zeit wurde der Entschluss gefasst, das Haus so umzubauen, dass dort Menschen mit und ohne Behinderung Urlaub machen können. Menschen mit Behinderung sind innerhalb der Pfadfinderschaft als Pfadfinderinnen Trotz Allem, kurz PTA, organisiert.

## Die Langau heute
Im Laufe von 40 Jahren fanden mehrere Umbau- und Sanierungsarbeiten statt. Heute sind alle öffentlichen Bereiche des Hauses barrierefrei.
Insgesamt stehen 53 Gästezimmer mit 120 Betten zur Verfügung: 14 Einzelzimmer, 32 Doppelzimmer, sieben Mehrbettzimmer sowie einigen Familienappartements. Zehn Zimmer sind barrierefrei, vier Zimmer barrierearm. Zwei Gästezimmer sind mit KayserBetten ausgestattet.

### Kinderparadies DYNAMON
Im Kinderparadies können sich Kinder auch bei schlechtem Wetter austoben. Von einer Empore können die Kinder in eine Grube mit Schaumstoffwürfeln springen, an einer Kletterwand sich wieder nach oben hangeln oder in hängemattenähnlichen Körben lümmeln und das Treiben beobachten.

### Snoezelen Raum
Der Begriff Snoezelen setzt sich aus den beiden niederländischen Wörtern snuffeln (schnüffeln, kuscheln) und doezelen (dösen) zusammen. Der Raum dient zur Verbesserung der sensitiven Wahrnehmung und zugleich zur Entspannung. Durch Klänge und Lichtimpulse in Wassersäulen und Drehkugeln können Kinder und Erwachsene in den Sitz- und Liegelandschaften abschalten.

### Bereich für an Demenz Erkrankte
Das Gartenzimmer wurde speziell für Demenz Erkrankten hin gestaltet, die Flure sind mit einem Magnetschrankensystem ausgestattet, sodass Angehörige oder Pflegende informiert werden, wenn eine an Demenz erkrankte Person den geschützten Bereich verlässt.

### Arche

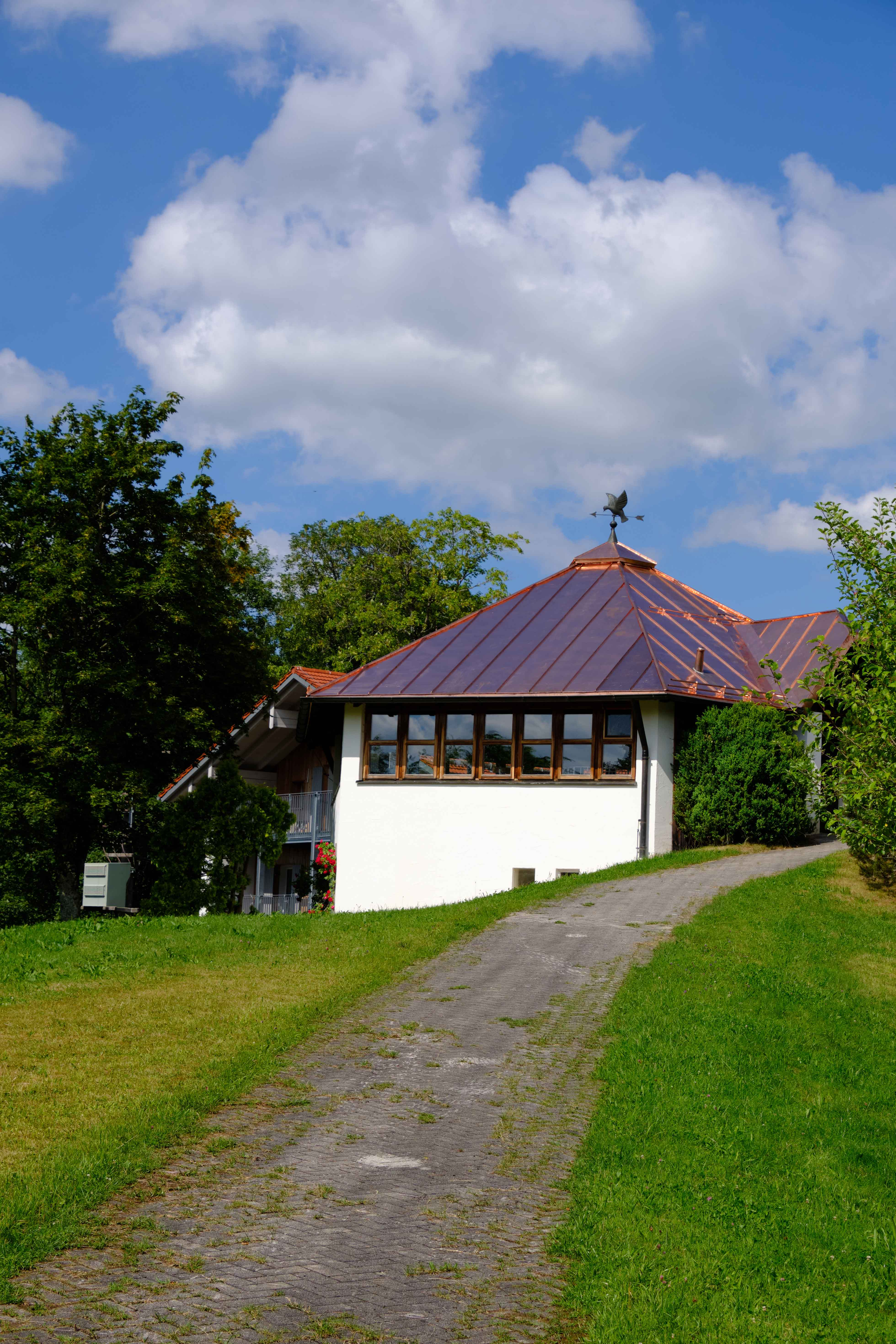
Die Arche der Langau

Die Arche wurde 1982 erbaut. Es handelt sich um einen sechseckigen Bau, der über einen Flur mit dem Haupthaus verbunden ist und vielfältige Funktionen erfüllt. In diesem Raum werden Gottesdienste gefeiert, es finden dort Morgen- und Abendrunden statt, die Arche bietet aber auch Platz für stille Einkehr. Ausgestattet ist die Arche mit einer Orgel, die aus dem Rüstzeitenheim Steingaden stammt und der Langau von Militärdekan Diegritz überlassen wurde. Den Altar schmückt ein Altar-Stehkreuz, das der Evangelische Militärbischof Dr. Sigo Lehming 1978 der Langau geschenkt hat. Das Kreuz wurde aus Bronze gefertigt, versilbert und mit zwei Schauseiten versehen. Auf der Vorderseite befindet sich ein kleines vergoldetes Kreuz mit einem stilisierten Corpus Christi, die Rückseite ist mit fünf rot schimmernden Karneolsteinen verziert. In der Kapelle hängt eine verkleinerte Kopie des „Grossen Gottes von Altenstadt“. Das Original des romanischen Kreuzes befindet sich in der Basilika St. Michael in Altenstadt nahe Schongau. Vor der Arche steht der Bronzeengel der Künstlerin Irene Dilling aus Cadolzburg. Die Figur wurde von Hedwig Döbereiner anlässlich ihres Abschieds gestiftet.

### Blockhütten
Die beiden Blockhütten eignen sich besonders für Gruppenaktivitäten. Die große Blockhütte ist mit Matratzenlagern, einer Küche, Sanitäranlagen und einem großen Gemeinschaftsraum ausgestattet. In ihr können 26 Personen untergebracht werden. Die kleine Blockhütte verfügt über eine eigene Küche, ein barrierefreies Pflegebad und bietet Platz für vier Personen. Auf der Wiese vor den Blockhütten kann gezeltet werden.

### Toiletten für alle
Die Langau ist Mitglied im Projekt „Toiletten für alle“. Dieses soll Menschen mit schweren und mehrfachen Behinderungen gesellschaftliche Teilhabe durch eine angemessene Versorgung mit für sie geeigneten Toiletten ermöglichen. Die „Toilette für alle“ in der Langau steht Menschen mit komplexen Behinderungen zur Verfügung, denen die Nutzung einer anderen Toilette nicht möglich ist – auch nicht die einer normalen Toilette für Rollstuhlfahrer. Die Benutzung der Toilette ist ausschließlich Menschen vorbehalten, die auf diese spezielle WC-Anlage angewiesen sind.

### Waldlehrpfad
Der Waldlehrpfad rund um die Langau wurde in Zusammenarbeit mit der Bundesarbeitsgemeinschaft selbstverwalteter Gartenbaubetriebe (BaseG) entwickelt und von Ehrenamtlichen umgesetzt. An verschiedenen Stationen können auditive und haptische Erfahrungen gemacht werden. Hinweisschilder geben Aufschluss über Pflanzen und Tiere. Ab Frühjahr 2022 wird der Waldlehrpfad in Zusammenarbeit mit den Bayerischen Forsten neu befestigt und gestaltet. Ehrenamtlich Mitarbeitende, die sog. „Gartengruppe“ der Langau, ist in die Entwicklung und Umsetzung entscheidend eingebunden.

### Spielplatz

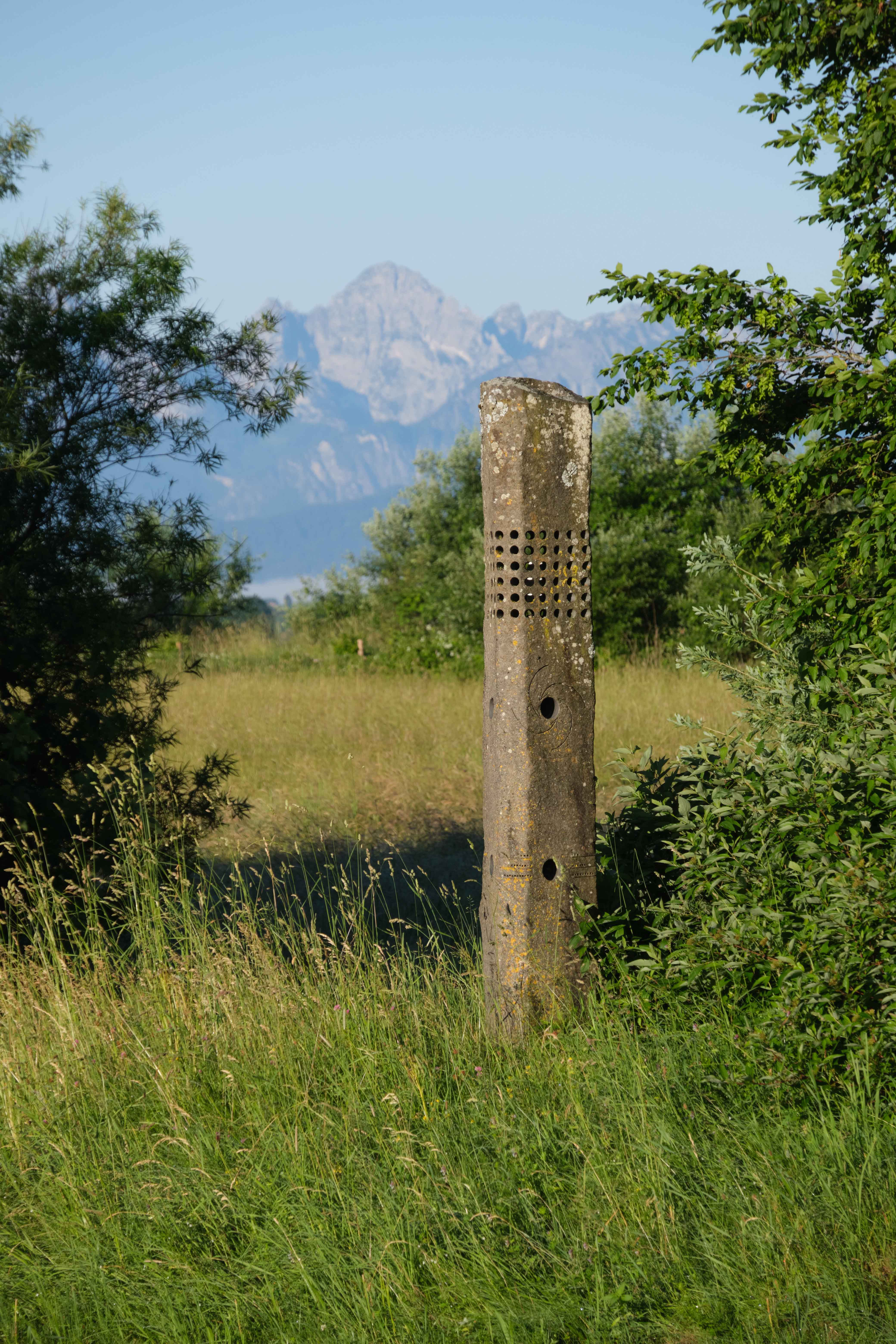
Elementstein von Josef Pleier

Der Spielplatz wurde in Zusammenarbeit mit Studierenden der Freien Hochschule Metzingen konzipiert. Im Mittelpunkt steht der Begriff „Bewegung“. Die bespielbaren Außenflächen sind so angelegt, dass es Wahrnehmungserlebnisse gibt, die jeweilige Beeinträchtigung abgemildert wird und das Selbstvertrauen, die Selbstachtung und der Mut der Kinder gestärkt werden. Kinder können so ihre Grenzen erkennen. Im spielerischen Bewegungstraining werden soziale Kontakte und Kommunikation gefördert.

#### Elementsteine von Josef Pleier
Für den Außenbereich der Langau fertigte der Bildhauer Josef Pleier fünf Elementsteine aus Säulenbasalt. Die über das Gelände verteilten Säulen repräsentieren die vier Elemente Feuer, Wasser, Erde, Luft und als fünften Stein den Menschen. An den Steinen sind Bohrungen angebracht. Beim Luftstein beispielsweise werden durch die dadurch möglichen Luftbewegungen Klangspiele aktiviert.

## Wissenschaftlich begleitete Modellprojekte

### Langauer Modell
Die wissenschaftliche Begleitung des Modellprojekts eigenverantwortliche Elternarbeit in der Frühförderung  übernahmen Otto Speck, Heiner Keupp von Ludwig-Maximilians-Universität München und   Martin Thurmaier von der  Arbeitsstelle Frühförderung. Vonseiten der Langau unterstützte der Modellbeirat, bestehend aus Hedwig Döbereiner, Rudolf Ruf und Albrecht Sudermann das Projekt.
Ergebnisse:
- Begegnungstreffen sind für den Erfahrungsaustausch sehr hilfreich und unterstützen Eltern beim Verarbeitungsprozess. Die Zusammenarbeit zwischen Therapeuten und Eltern kann dadurch vertieft werden, was den Förderprozess wirksamen macht.
- Bei Eltern, die in ihrer Rolle gestärkt und gleichberechtigt in den Förderprozess einbezogen werden, steigen die Chancen, dass sie ihre neue Lebenssituation gut meistern.
- Frühförderstellen sollten ihre Elternarbeit variieren bzw. ergänzen: Sie sollten weniger für Eltern oder an Eltern, sondern mehr mit Eltern arbeiten. Eigenverantwortlich arbeitende Elterngruppen vor Ort stärken die einzelnen Familien, weil sie ihre Gruppe als Stütze bei den Problemen der Alltagsgestaltung erleben.[6]

### Vätertreffen
Seit 1989 finden in der Langau Vätertreffen statt. Die Väter verbringen zusammen mit ihrem behinderten Kind ein Wochenende in der Langau. Durch den Austausch mit anderen Vätern, aber auch durch die Aktivitäten zusammen mit ihren Kindern lernen sich Väter von Kindern mit Behinderung noch einmal neu kennen. Mit anderen Vätern können sie sich über ihre Gedanken, Erfahrungen und Gefühle austauschen, wie das unter Kollegen oder Freunden nur selten möglich ist.
Einen wissenschaftlichen Rahmen bekam das Projekt 2012 durch die Katholische Stiftungsfachhochschule München und dem IPP München.

## Struktur der Bildungs- und Erholungsstätte Langau e.V.

### Verein
Der Verein Langau e. V. wurde 1971 von Hedwig Döbereiner, Arthur Krumm, Waltraud Alt, Annemarie Bayerlander, Oberforstmeister Alfred Kuhn und Pfarrer Rudolf Ruf gegründet. Gemäß Satzung besteht der Verein aus mindestens sieben, höchstens zwanzig Mitgliedern. Aus dem Kreis der Mitglieder wird der Aufsichtsrat gewählt, dem 3–5 Personen angehören.
Seit dem 15. August 2022 ist Pfarrer Markus Ebinger geschäftsführender Vorstand, als Nachfolger von Diakon Peter Barbian.

### Freundeskreis
Dem Freundes- und Förderkreis der Langau gehören ca. 200 Personen an.

### Hedwig-Döbereiner-Stiftung
Zu ihrem 80. Geburtstag schenkten Freunde und Weggefährten der Gründerin der Langau, Hedwig Döbereiner, eine nach ihr benannte Stiftung. Über 100 Stifter und Stifterinnen spendeten als Kapitalstock 58.000 Euro, zusammen mit den bereits vorhandenen Mitteln konnte die Stiftung mit 89.000 Euro am 2. Februar 2005 gegründet werden. Der offizielle Stiftungsakt fand im historischen Rathaus von Nürnberg statt. Die Stiftungsurkunde überreichen Regionalbischöfin Susanne Breit-Keßler und die damalige Vereinsvorsitzende Prof. Johanna Haberer. Einmal jährlich entscheidet der Stiftungsrat darüber, welches Projekt in der Langau mit Geldern aus dieser Stiftung unterstützt werden soll. Hedwig Döbereiner ist am 4. März 2022 verstorben.

### Ehrenamtliche Mitarbeit

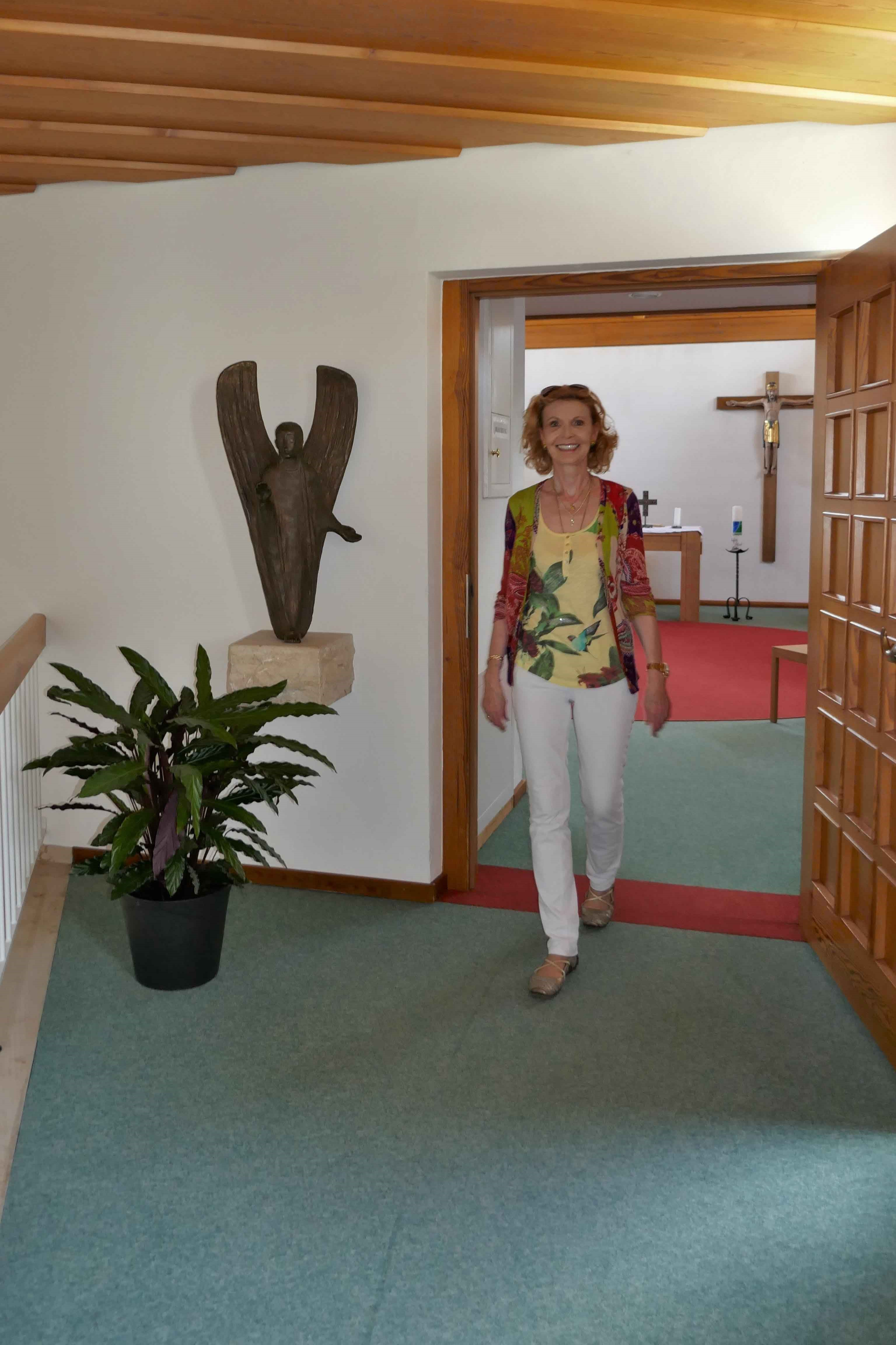
Botschafterin Jutta Kammann

Seit Beginn der Angebote in der Langau spielen ehrenamtlich Mitarbeitende eine entscheidende Rolle. Sie übernehmen zum Beispiel die 1:1 Assistenz für Menschen mit Behinderung im Rahmen der Veranstaltungen und erhalten dafür vor der Veranstaltung eine sorgfältige Einarbeitung und Begleitung. Sie kümmern sich aber auch beispielsweise in der „Gartengruppe“ um die Gestaltung der Grünflächen. Nur durch die Ehrenamtlichen, die gegen Kost, Logis und eine kleine Aufwandsentschädigung tätig sind, ist ein vielfältiges Angebot in der Langau möglich. In Gesprächen klären Hauptamtliche schon im Vorfeld, ob und welche Aufgabe für interessierte Ehrenamtliche in der Langau geeignet sind.

### Botschafterin
Von 2017 bis 2021 engagierte sich die bekannte Schauspielerin Jutta Kammann als Botschafterin der Langau. Bekannt ist Kammann einem breiten Publikum als Oberschwester Ingrid in der Serie „In aller Freundschaft“. Kammann nutzte ihre Popularität, um die Langau im deutschsprachigen Raum bekannter zu machen.

### Förderer und Mitgliedschaften
Die Arbeit der Langau wird gefördert von: Evangelisch-Lutherische Kirche in Bayern, Bayerisches Staatsministerium für Arbeit und Soziales, Familie und Integration, Bundesministerium für Familie, Senioren, Frauen und Jugend, den Bezirken Niederbayern, Mittelfranken, Oberbayern, Oberfranken, Oberpfalz, Schwaben, Unterfranken, dem Bayerischen Bezirkstag, Aktion Mensch und der GlücksSpirale. Zu den Förderern gehören auch zahlreiche Mitglieder des Freundes- und Förderkreises der Langau.
Die Langau ist Mitglied der Diakonie Bayern, der Stiftung Evangelische Familienerholung und der Evangelischen Familienerholung in der Diakonie Deutschland.